# Rotterdam (schip, 1997)
De Rotterdam uit 1997 was een cruiseschip dat 22 jaar lang het vlaggenschip was van de Holland-Amerika Lijn. Er hebben voor de maatschappij meer schepen met deze naam gevaren; deze Rotterdam was de zesde. Het schip werd in Italië gebouwd en in 1997 opgeleverd. In 2020 werd het schip verkocht aan Fred. Olson Cruise Lines. Het vaart sinds 2021 onder de naam Borealis.

## AlsRotterdam
De Rotterdam voer 22 jaar lang onder Nederlandse vlag en had als thuishaven Rotterdam. Ze werd ook wel betiteld als het Flagship of Excellence van de rederij.
Van 10 tot 11 juni 1998 deed de Rotterdam voor de eerste keer onder grote belangstelling de thuishaven aan. Vanwege de toename van cruises in Noordwest-Europa in de zomermaanden is het schip sindsdien diverse keren in Rotterdam terug geweest. Over het algemeen voer de Rotterdam van november tot april om Zuid-Amerika en Antarctica en van mei tot november in Europa, op de Middellandse Zee, Zwarte Zee en Oostzee. De cruises stonden onder gezag van Nederlandse kapiteins, die beschikten over officieren met voornamelijk de Nederlandse en Britse nationaliteit.
Het schip was ingericht met onder andere kunstvoorwerpen en antiek. Begin 2005 kreeg het kader van het Signature of Excellence-programma van de Holland-Amerika Lijn een opknapbeurt. Zo kwamen er onder meer voorzieningen voor kinderen met een waterval en een culinair centrum waar kookdemonstraties werden gegeven. In 2008 werd op dit schip tijdens een cruise op de Middellandse Zee het eerste seizoen van het televisieprogramma Herrie aan de Horizon opgenomen.
Per 16 juli 2020 werd bekend gemaakt dat het schip, ten gevolge van de coronacrisis, was verkocht aan Fred Olsen Cruise Lines. Met de verkoop van de Rotterdam en zusterschip Amsterdam was 37 miljoen dollar gemoeid.
De Holland-Amerika Lijn besloot naar aanleiding van de verkoop het in aanbouw zijnde schip Rijndam te hernoemen naar Rotterdam. Daarmee komt voor deze maatschappij de zevende Rotterdam in 2021 in de vaart.

## AlsBorealis
Het schip werd door Fred Olsen Cruise Lines omgedoopt tot Borealis en verbouwd voor de Britse cruisemarkt. Na een vertraging vanwege de coronacrisis had Borealis de eerste reis in juli 2021.

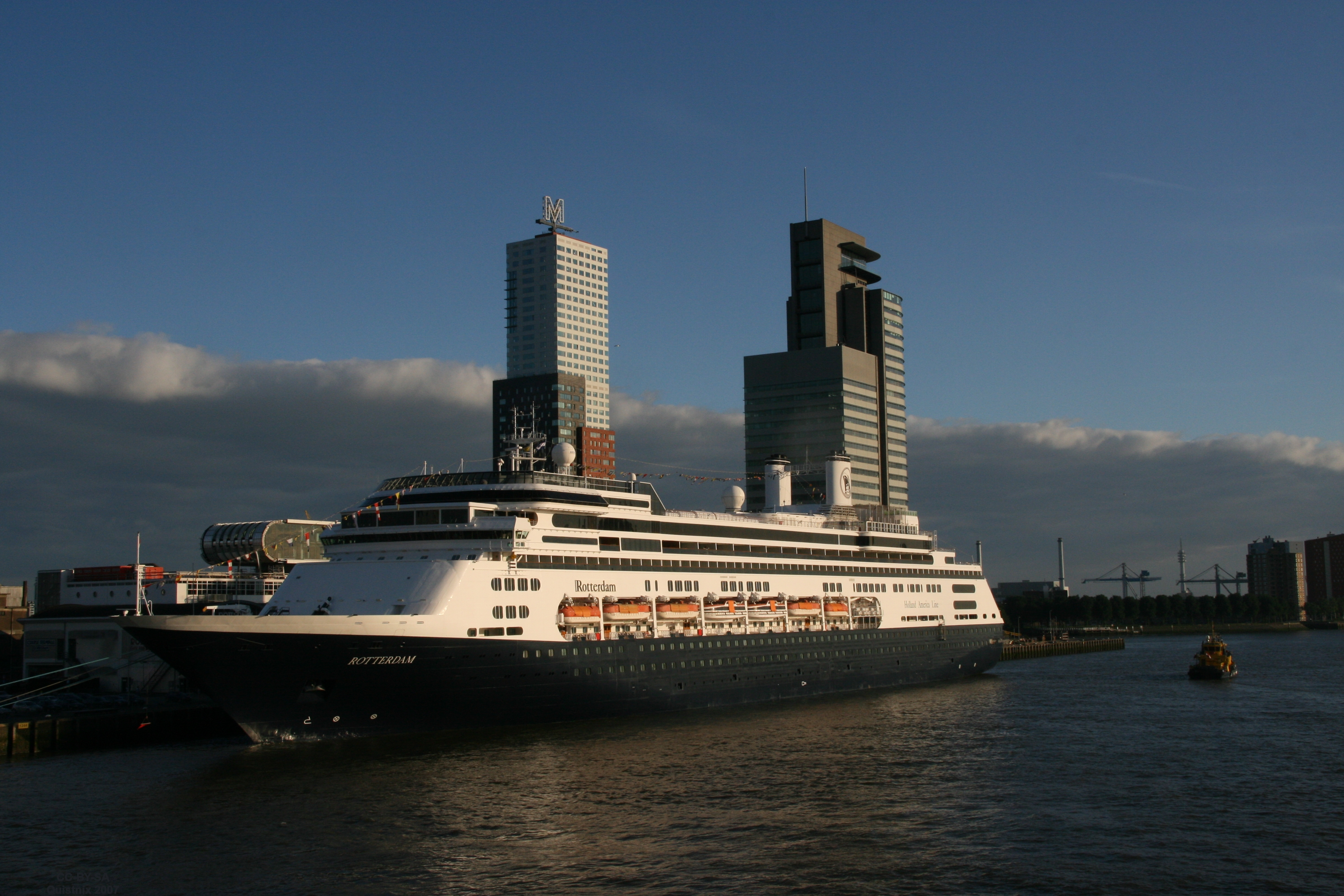
Aan de Holland-Amerikakade in Rotterdam
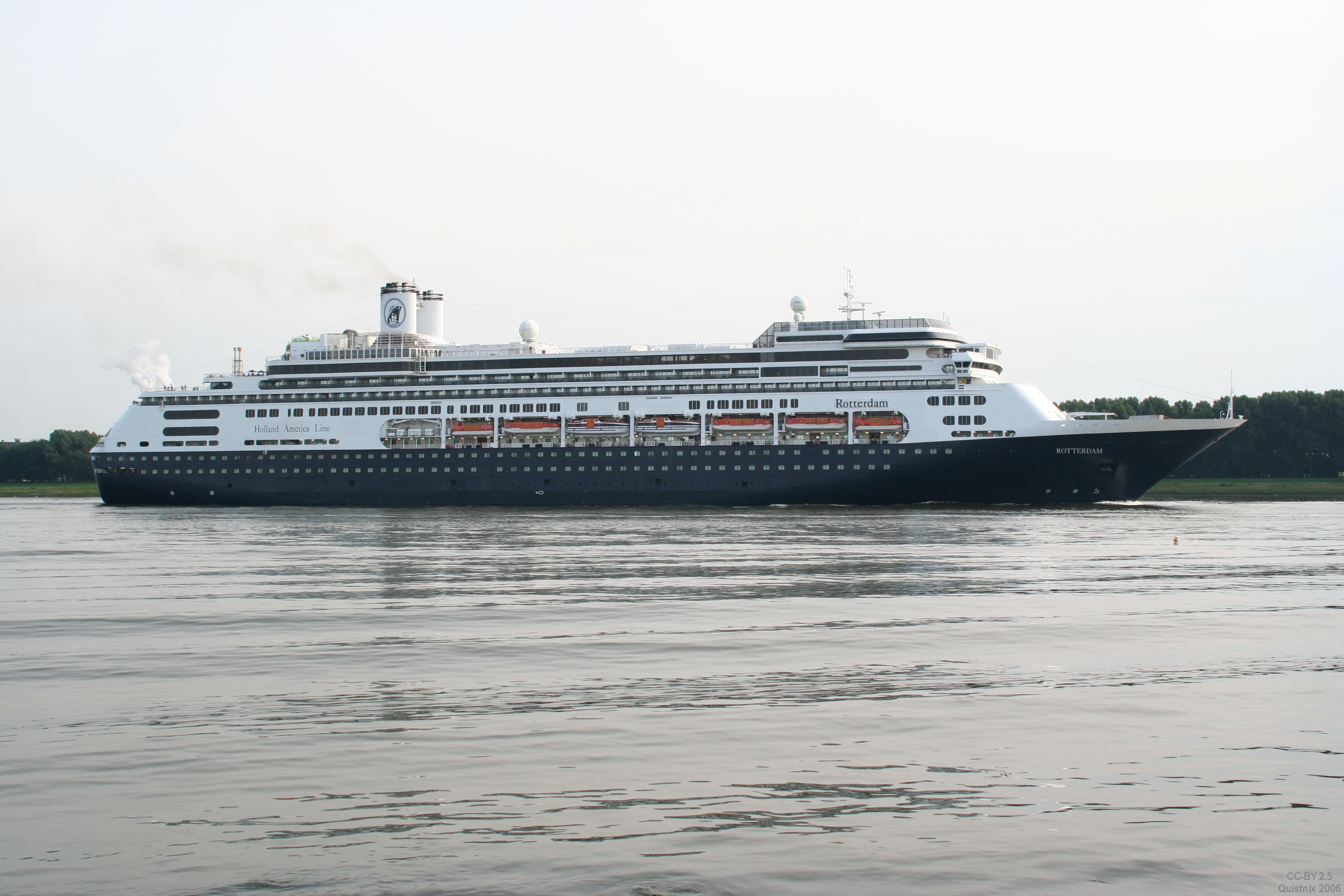
De Rotterdam vaart de Nieuwe Waterweg af
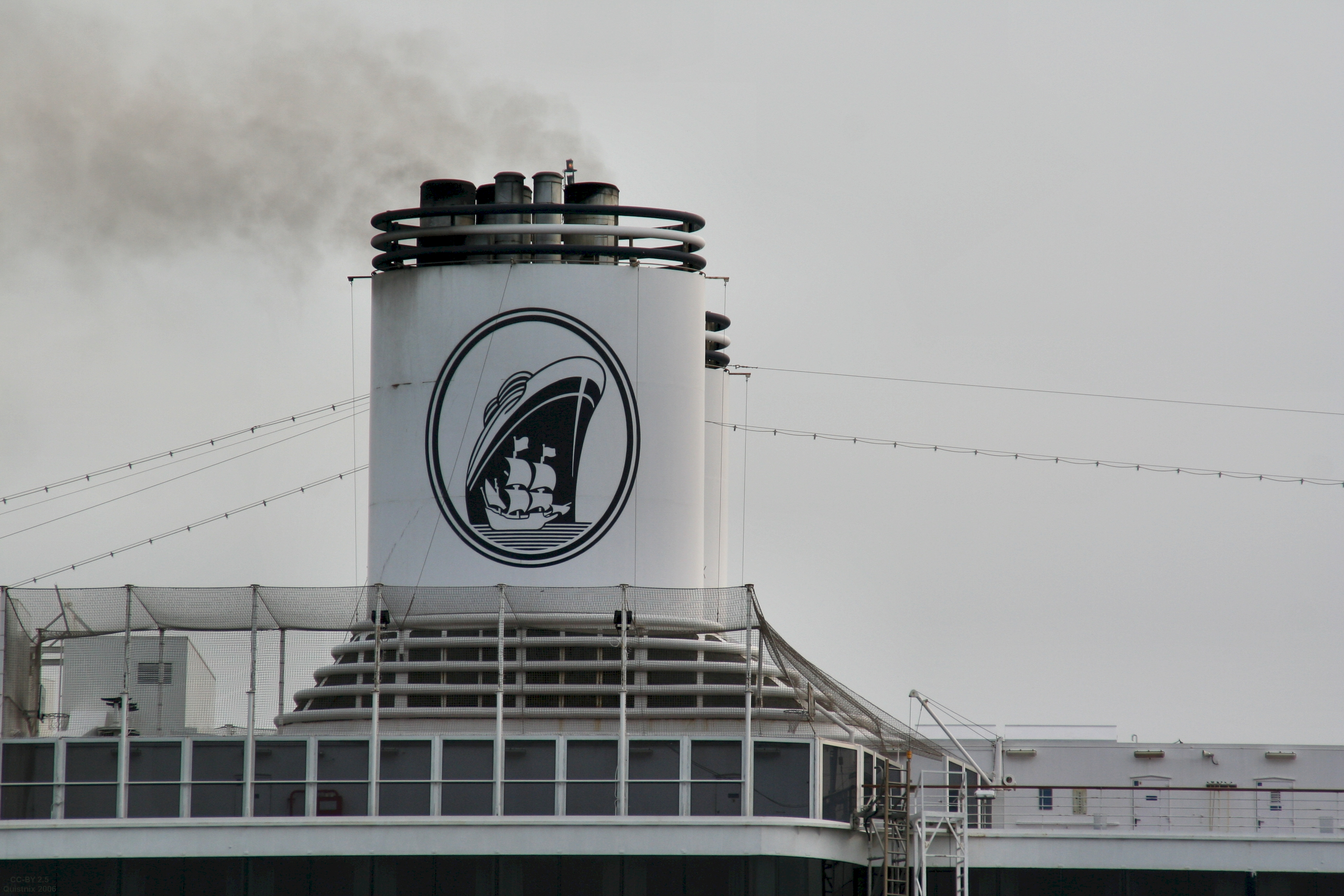
De schoorsteen met het logo van de Holland-Amerika Lijn
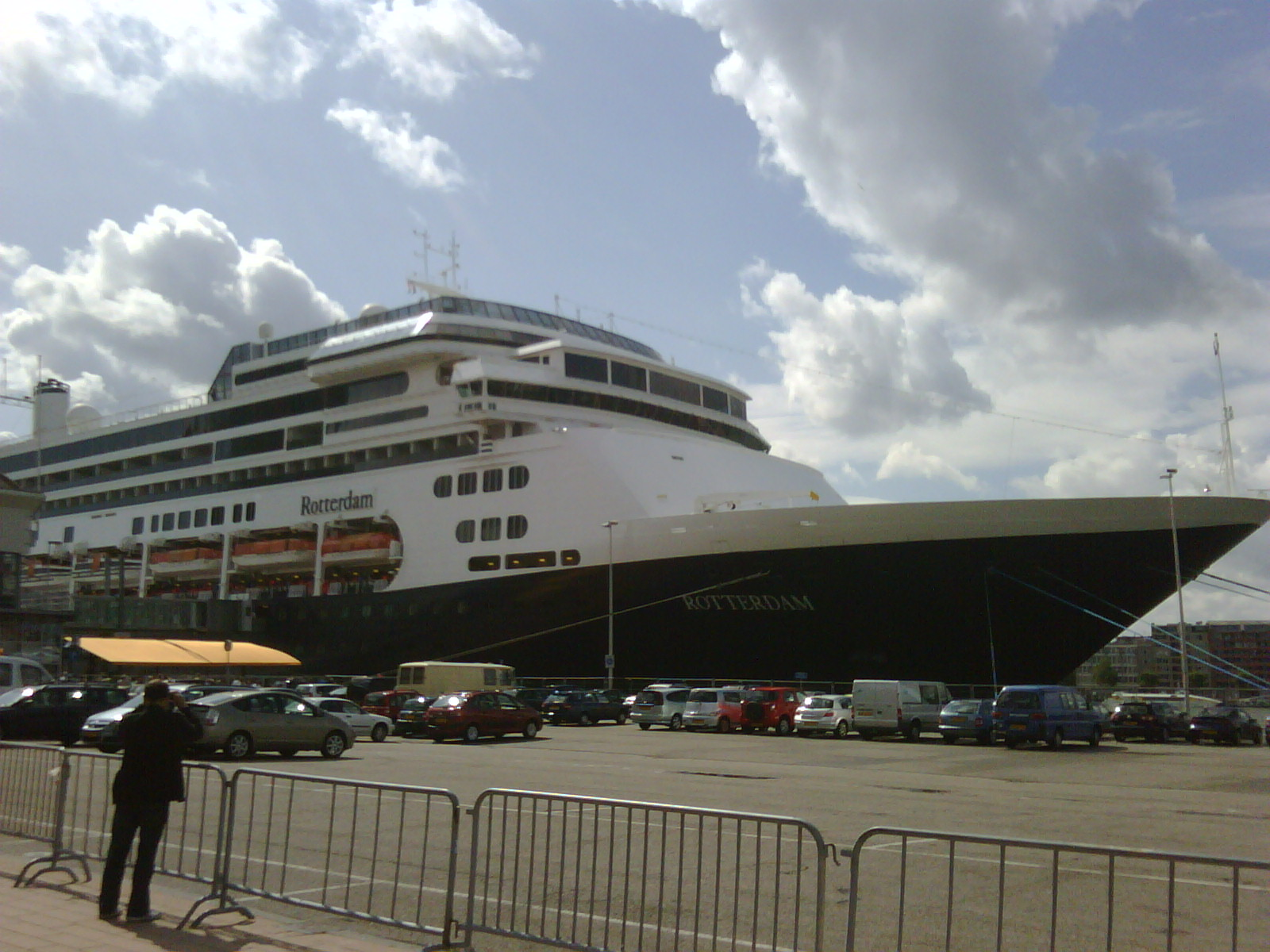
Aan de kade in Rotterdam, naast de Erasmusbrug.
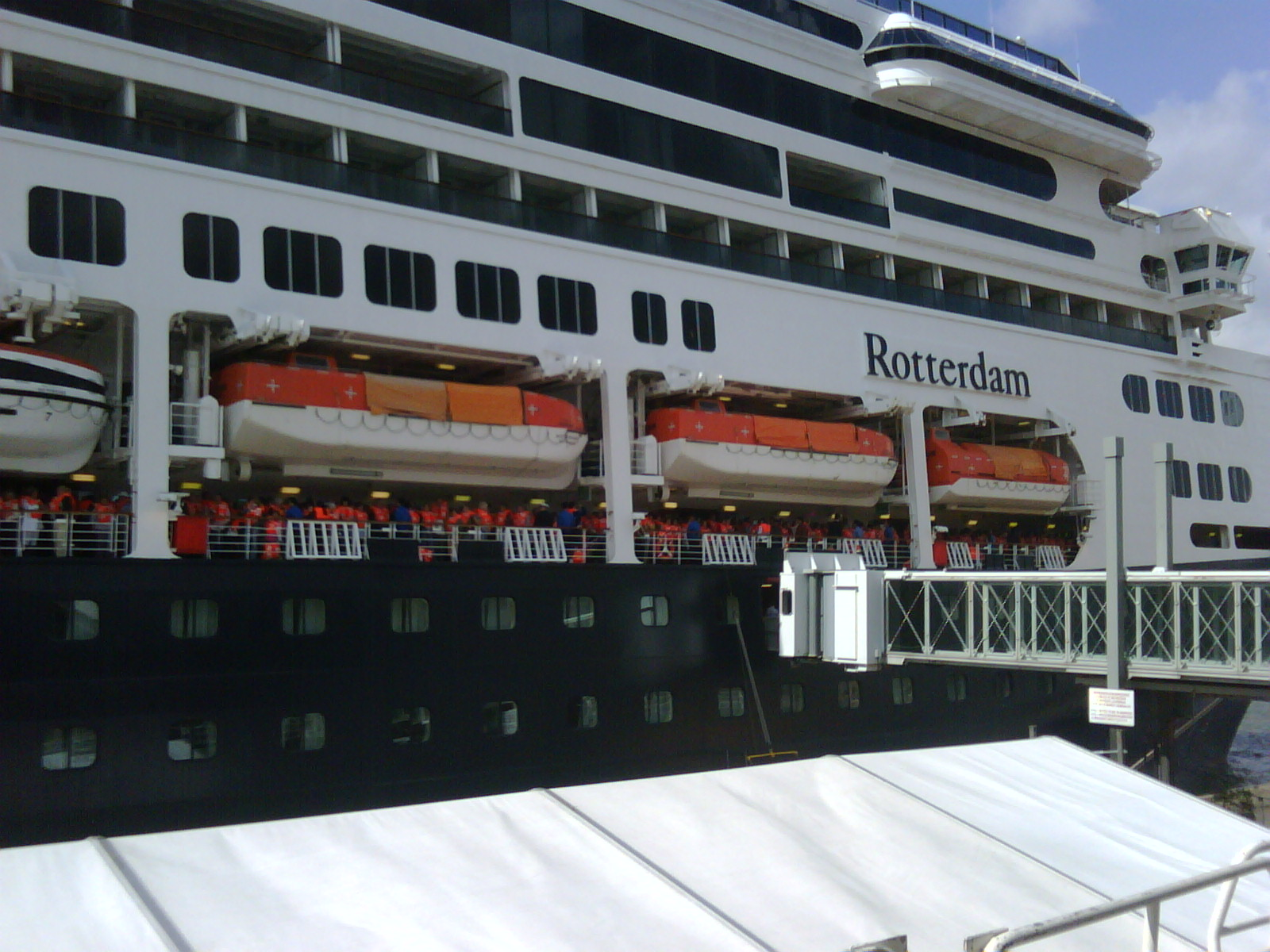
Sloepen
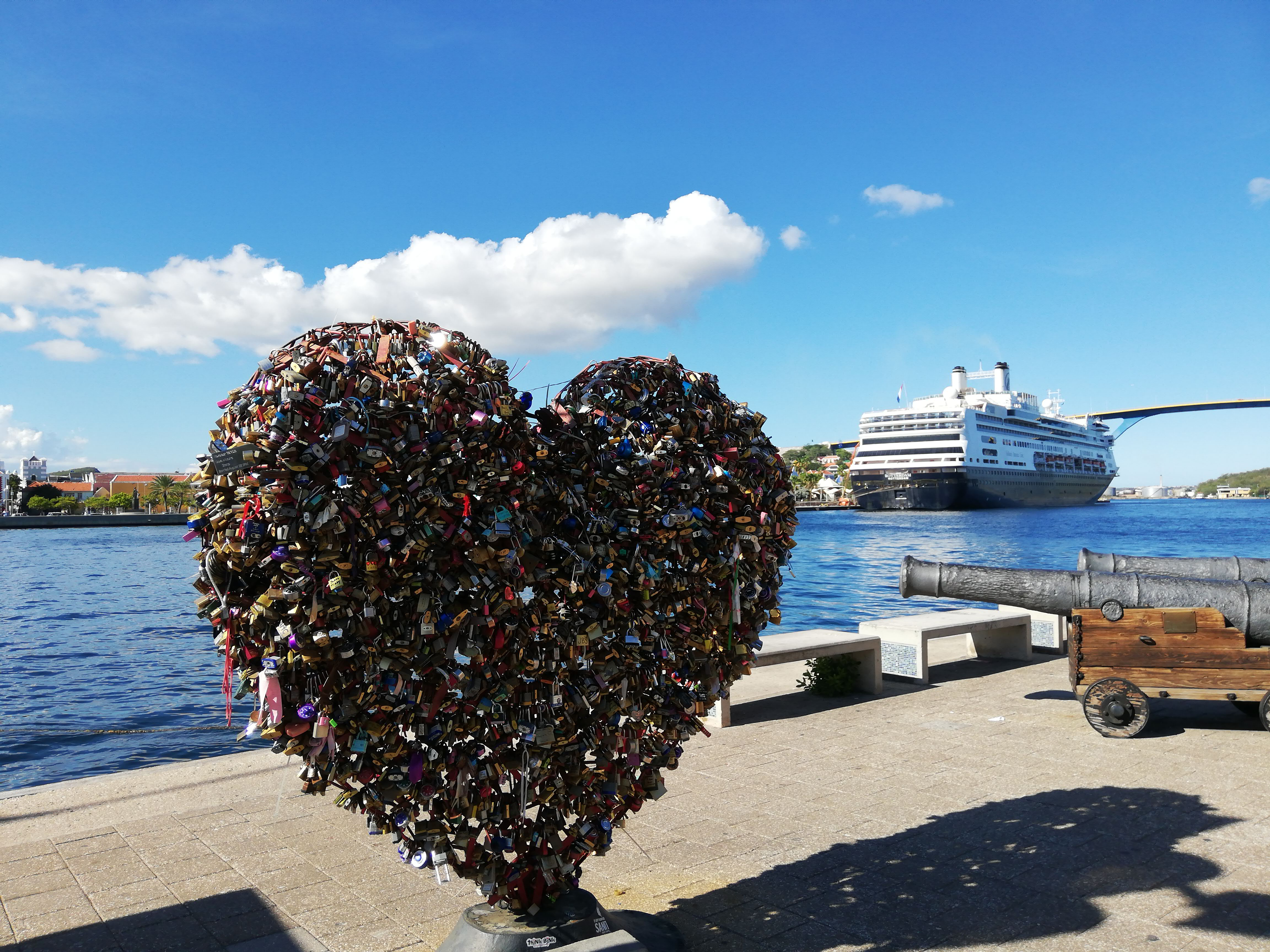
Aan de kade van Willemstad